# Jeff Ament
Jeff Ament (született Jeffrey Allen Ament) (Havre, Montana, 1963. március 10. –) háromszoros Grammy-díjas amerikai basszusgitáros és dalszerző, Mike McCreadyvel, valamint Stone Gossarddal együtt a Pearl Jam rockegyüttes alapító tagja. Jeff híres basszusgitáros, különösen a bundnélküli és a 12 húros basszusgitáron, valamint nagybőgőn való játéka miatt ismert és elismert.

## Korai évei
Ament egy vidéki kisvárosban, Big Sandyben nőtt fel, amelynek 7000-nél is kevesebb lakosa van. Tinédzserként kezdett basszusgitározni, The Clash és The Police lemezeket hallgatva. Miután otthagyta a missoulai Montanai Egyetemet, az akkori együttesével, a Deranged Diction-nel Seattle-be költözött az 1980-as évek elején. Több seattle-i zenésztársával – mint Stone Gossard, Mark Arm és Steve Turner – ismertségre tett szert, így 1984-ben felkérték, hogy csatlakozzon az új együttesükbe, a Green Riverbe. Sokan a Green River-t tartják az első grunge bandának. Az együttes komoly helyi elismertségnek örvendett, de a tagok közötti viszony megromlása miatt 1987-ben feloszlott.
Ament és Gossard a helyi "celebrity" Andy Wood-dal megalapította a Mother Love Bone-t 1987-ben. A dolgok a banda háza táján nagyon jól mentek, leszerződtek egy kiadóhoz, ám a kritikusok által is elismert zenét tartalmazó Apple című bemutatkozó lemezük megjelenése előtt Andy Wood tragikus körülmények között elhunyt (1990-ben). Jeff és Stone útjai ekkor majdnem elváltak, de végül a Chris Cornell által kezdeményezett Andy Wood-tribute projekt Temple of the Dog által együtt folytatták karrierjüket. Ebben a projektben szerepelt Mike McCready és Eddie Vedder is, akikkel 1990-ben a Pearl Jam együttest hozták létre.

## Pearl Jam
Jeff az együttesben kiveszi a részét a dalírásból is, a banda egyik legnagyobb slágerét, a Jeremy-t ő írta csakúgy, mint a Nothingman című dalt is. A következő daloknak a szövegét is ő írta: Pilate, Low Light, Gods' Dice, Nothing As It Seems, Help Help, Other Side, és Sweet Lew.
Egy interjúban így nyilatkozott:
Éreznem kell a basszust. Keményen dolgoztam a producereinkkel, hogy biztos lehessek benne, ha valaki a lemezeinket az otthoni lejátszóján játssza le, akkor is érezheti a basszust. Nem kell, hogy folyamatosan hallható legyen, de ha hangosabbra vesszük, érezni lehet a lüktetést… ez mozgatja a dalt. És ha ez nincs ott, akkor elveszik a dinamizmus.

## Egyéb munkássága
Ament szerepelt az 1992-es Facérok című filmben, ahol önmagát alakította a főszereplő Matt Dillon rockbandájában.
1994-ben a Pearl Jam által a Ticketmaster ellen, a túl magas koncertjegy-árak miatt indított per tárgyalásán Stone Gossarddal együtt jelent meg, és tanúskodott a rajongók jogainak védelme érdekében.
Testvérével, Barry-vel az Ames Bros nevű grafikai munkákkal dolgozó céget vezeti, amely sok együttes albumborítóit és posztereit tervezi, többek között a Pearl Jamét is.

## Magánélete
Jeff édesapja egy ideig Big Sandy polgármestere volt. Az USA egyik szenátora, Jon Tester Big Sandy közelében nőtt fel, és Jeff már azelőtt ismerte, hogy híressé vált volna. (Persze ez kölcsönös…) 2006-ban kampányolt Tester győzelme érdekében.
A zenén kívül Jeff-nek nagyon jó érzéke van a sportokhoz is, mint a gördeszka vagy a kosárlabda, valamit tehetséges grafikus is. A Montanai Egyetemen képzőművészetet tanult, és kosárlabdázó ösztöndíja is volt.
Jelenleg Seattle-ben és Missoulában él. Ő és párja, Pandora megmászták a Kilimandzsárót, hogy a Save the Children alapítványt támogassák.

## Diszkográfia
| Év   | Együttes                                                             | Cím | Kiadó                             | Játszott számok                                            |
| 1985 | Green River                                                          | Come on Down | Homestead Records                 | Mind                                                       |
| 1986 | Green River                                                          | Deep Six | C/Z Records                       | "10,000 Things" és "Your Own Best Friend"                  |
| 1987 | Green River                                                          | Dry As a Bone | Sub Pop                           | Mind                                                       |
| 1988 | Green River                                                          | Motor City Madness | Glitterhouse Records              | "Searchin' (Good Things Come)"                             |
| 1988 | Green River                                                          | Rehab Doll | Sub Pop                           | Mind                                                       |
| 1988 | Green River                                                          | Sub Pop 200 | Sub Pop                           | "Hangin' Tree"                                             |
| 1989 | Mother Love Bone                                                     | Shine | Stardog/Mercury Records           | Mind                                                       |
| 1989 | Green River                                                          | This House Is Not A Motel                                                                                                | Glitterhouse Records              | "Swallow My Pride"                                         |
| 1989 | Green River                                                          | Sub Pop Rock City | Glitterhouse Records              | "Hangin' Tree"                                             |
| 1989 | Green River                                                          | Another Pyrrhic Victory: The Only Compilation Of Dead Seattle God Bands                                                  | C/Z Records                       | "Bazaar" és "Away In Manger"                               |
| 1990 | Mother Love Bone                                                     | Apple | Stardog/Mercury Records           | Mind                                                       |
| 1990 | Green River                                                          | Endangered Species | Glitterhouse Records              | "Ain't Nothing To Do"                                      |
| 1990 | Green River                                                          | Rehab Doll/Dry As a Bone                                                                                                 | Sub Pop                           | Mind                                                       |
| 1991 | Temple of the Dog                                                    | Temple of the Dog | A&M                               | Mind                                                       |
| 1991 | Pearl Jam                                                            | Ten | Epic                              | Mind                                                       |
| 1992 | Pearl Jam                                                            | Stanley, Son of Theodore: Yet Another Alternative Music Sampler                                                          | Epic/Columbia                     | "Alive" (Live)                                             |
| 1992 | Pearl Jam                                                            | Facérok filmzene | Epic                              | "Breath" és "State of Love and Trust"                      |
| 1992 | Mother Love Bone                                                     | Facérok filmzene | Epic                              | "Chloe Dancer/Crown of Thorns"                             |
| 1992 | Green River                                                          | Afternoon Delight: Love Songs From Sub Pop                                                                               | Sub Pop                           | "Baby Takes"                                               |
| 1992 | Mother Love Bone                                                     | Stardog Champion | Stardog/Mercury Records           | Mind                                                       |
| 1993 | Mother Love Bone                                                     | Thrash And Burn: The Metal Alternative                                                                                   | Sony                              | "Capricorn Sister"                                         |
| 1993 | Pearl Jam                                                            | Sweet Relief: A Benefit for Victoria Williams                                                                            | Thirsty Ear/Chaos                 | "Crazy Mary"                                               |
| 1993 | Pearl Jam                                                            | Judgment Night filmzene                                                                                                  | Epic                              | "Real Thing" (a Cypress Hill-lel)                          |
| 1993 | Pearl Jam                                                            | In Defense of Animals | Restless Records                  | "Porch"                                                    |
| 1993 | Pearl Jam                                                            | Vs. | Epic                              | Mind                                                       |
| 1993 | Mother Love Bone                                                     | The Best Of Grunge Rock                                                                                                  | Priority Records                  | "Stardog Champion"                                         |
| 1993 | M.A.C.C. (Mike McCready, Jeff Ament, Matt Cameron, és Chris Cornell) | Stone Free: A Tribute to Jimi Hendrix                                                                                    | Reprise Records/Warner            | "Hey Baby (Land Of The New Rising Sun)"                    |
| 1994 | Pearl Jam                                                            | Vitalogy | Epic                              | Mind, kivéve "Bugs"                                        |
| 1995 | Pearl Jam                                                            | Egy kosaras naplója filmzene                                                                                             | Island Records                    | "Catholic Boy" (Jim Carroll-lal és Chris Friellel)         |
| 1995 | Mother Love Bone                                                     | Alterno-Daze: Natural 90s Selection                                                                                      | MCA Records                       | "Stardog Champion"                                         |
| 1995 | Neil Young                                                           | Mirror Ball | Reprise Records                   | Mind                                                       |
| 1995 | Pearl Jam                                                            | Merkin Ball | Epic                              | "Long Road"                                                |
| 1996 | Pearl Jam                                                            | Home Alive: The Art of Self Defense                                                                                      | Epic                              | "Leaving Here"                                             |
| 1996 | Three Fish                                                           | Three Fish | Sony                              | Mind                                                       |
| 1996 | Pearl Jam                                                            | M.O.M., Vol. 1: Music for Our Mother Ocean                                                                               | Interscope                        | "Gremmie Out of Control"                                   |
| 1996 | Pearl Jam                                                            | No Code | Epic                              | Mind                                                       |
| 1996 | Green River                                                          | Hype! filmzene | Sub Pop                           | "Swallow My Pride" (1987 Demo)                             |
| 1996 | Pearl Jam                                                            | Hype! filmzene | Sub Pop                           | "Not For You" (Élőben a Self-Pollution Radio-ban)          |
| 1997 | Mother Love Bone                                                     | Proud To Be Loud | Debutante Records                 | "Bone China"                                               |
| 1997 | Pearl Jam                                                            | The Bridge School Concerts, Vol. 1                                                                                       | Reprise Records                   | "Nothingman" (Live)                                        |
| 1998 | Pearl Jam                                                            | Yield | Epic                              | Mind, kivéve "No Way", "Do the Evolution", és "●"          |
| 1998 | Pearl Jam                                                            | Chicago Cab filmzene | Loose Groove                      | "Who You Are" és "Hard To Imagine"                         |
| 1998 | Pearl Jam                                                            | Live on Two Legs | Epic                              | Mind                                                       |
| 1999 | Three Fish                                                           | The Quiet Table | Sony                              | Mind                                                       |
| 1999 | Pearl Jam                                                            | No Boundaries: A Benefit for the Kosovar Refugees                                                                        | Epic                              | "Last Kiss" és "Soldier of Love"                           |
| 1999 | Pearl Jam                                                            | M.O.M., Vol. 3: Music for Our Mother Ocean                                                                               | Hollywood Records                 | "Whale Song"                                               |
| 1999 | Pearl Jam                                                            | Movie Music: The Definitive Performances (A Sony Music 100 Years: Soundtrack for a Century boxszettben is megtalálható.) | Columbia/Epic/Legacy Recordings   | "State of Love and Trust"                                  |
| 1999 | Pearl Jam                                                            | Rock: Train Kept a Rollin' (A Sony Music 100 Years: Soundtrack for a Century boxszettben is megtalálható.)               | Sony                              | "Black"                                                    |
| 2000 | Green River                                                          | Wild and Wooly: The Northwest Rock Collection                                                                            | Sub Pop                           | "This Tn"                                                  |
| 2000 | Pearl Jam                                                            | Wild and Wooly: The Northwest Rock Collection                                                                            | Sub Pop                           | "Even Flow" (Live)                                         |
| 2000 | Pearl Jam                                                            | Binaural | Epic                              | Mind, kivéve "Soon Forget"                                 |
| 2000 | Pearl Jam                                                            | European Bootlegs | Epic                              | Mind                                                       |
| 2001 | Mother Love Bone                                                     | Alternative Moments | Sony                              | "Chloe Dancer/Crown of Thorns"                             |
| 2001 | Pearl Jam                                                            | North American Bootlegs, Volume 1                                                                                        | Epic                              | Mind                                                       |
| 2001 | Pearl Jam                                                            | North American Bootlegs, Volume 2                                                                                        | Epic                              | Mind                                                       |
| 2001 | Pearl Jam                                                            | Substitute: Songs from the Who                                                                                           | Edel Music                        | "The Kids Are Alright" (Live)                              |
| 2002 | Pearl Jam                                                            | Riot Act | Epic                              | Mind, kivéve "Arc"                                         |
| 2003 | Pearl Jam                                                            | 2003 Bootlegs (Australia, Japan, and North America)                                                                      | Epic                              | Mind                                                       |
| 2003 | Pearl Jam                                                            | Lost Dogs | Epic                              | Mind, kivéve "Footsteps", "Strangest Tribe", és "Drifting" |
| 2003 | Pearl Jam                                                            | Nagy Hal filmzene | Sony                              | "Man of the Hour"                                          |
| 2004 | Pearl Jam                                                            | Hot Stove, Cool Music, Vol. 1                                                                                            | Fenway Recordings                 | "Bu$hleaguer" (Live)                                       |
| 2004 | Pearl Jam                                                            | Riding Giants filmzene                                                                                                   | Milan Records                     | "Go"                                                       |
| 2004 | Pearl Jam                                                            | Live at Benaroya Hall | BMG                               | Mind                                                       |
| 2004 | Jack Irons                                                           | Attention Dimension | Breaching Whale                   | "Dunes"                                                    |
| 2004 | Pearl Jam                                                            | For the Lady | Rhino/Warner                      | "Better Man" (Live)                                        |
| 2004 | King's X                                                             | Live All Over The Place                                                                                                  | Brop! Records/Metal Blade Records | "Manic Depression"                                         |
| 2004 | Pearl Jam                                                            | Rearviewmirror: Greatest Hits 1991-2003                                                                                  | Epic                              | Mind, kivéve "I Got Id"                                    |
| 2006 | Green River                                                          | Sleepless in Seattle: The Birth of Grunge                                                                                | Livewire Recordings               | "Come on Down"                                             |
| 2006 | Pearl Jam                                                            | Pearl Jam | J Records                         | Mind, kivéve "Wasted Reprise"                              |
| 2006 | Pearl Jam                                                            | Live at Easy Street | J Records                         | Mind                                                       |
| 2007 | Pearl Jam                                                            | Surf's Up filmzene | Sony                              | "Big Wave"                                                 |
| 2007 | Pearl Jam                                                            | Live at the Gorge 05/06                                                                                                  | Monkey Wrench                     | Mind                                                       |